# Leather Boyz with Electric Toyz
Leather Boyz with Electric Toyz è il primo album in studio dei Pretty Boy Floyd, uscito nel 1989 per l'Etichetta MCA Records.
L'album guadagnò la 130ª posizione di Billboard negli Stati Uniti nel 1989
Da questo vennero estratti due video: "Rock And Roll (Is Gonna Set The Night On Fire)" e "I Wanna Be With You". Inoltre il disco contiene la reinterpretazione dei Mötley Crüe "Toast Of The Town".

## Listra Tracce
1. Leather Boyz With Electric Toyz (Kane, Majors, Pusateri, Stiles, Summers)
2. Rock And Roll (Is Gonna Set The Night On Fire)
3. Wild Angels
4. 48 Hours (Kane, Majors, Pusateri, Stiles, Summers)
5. Toast Of The Town (Mars, Sixx) (Mötley Crüe Cover)
6. Rock And Roll Outlaws (Kane, Majors, Pusateri, Stiles, Summers)
7. Only The Young
8. The Last Kiss
9. Your Momma Won't Know (Kane, Majors, Pusateri, Stiles, Summers)
10. I Wanna Be With You (Kane, Majors, Pusateri, Stiles, Summers)

### Tracce aggiunte nel Remaster (2003)
- 11. Slam Dunk
- 12. She's My Baby
- 13. Two Hearts
- 14. Over the Edge
- 15. I Just Wanna Have Something to Do (Ramones Cover)

## Lineup
- Steve "Sex" Summers - Voce
- Kristy "Krash" Majors - Chitarra
- Vinnie Chas - Basso
- Kari "The Mouth" Kane - Batteria

## Altri membri
- Howard Benson - Tastiere, mixaggio, produzione
- Matt Bradley - voce
- Phil Balvano -	voce
- "Rock Shock Pop" Girls - performer
- Allyson Baccini - group member
- Jennifer "Miss Frosty" Hoopes	- group member
- Paris Hampton - group member
- Maura Eagan - group member
- Candice Gartland - group member
- Elizabeth Goldner - group member
- Katharine Lundy - group member